# Чемпионат Европы по лёгкой атлетике 2024 — спортивная ходьба на 20 километров (женщины)
Соревнования по спортивной ходьбе на 20 километров у женщин на чемпионате Европы по лёгкой атлетике 2024 года прошли 7 июня в Риме (Италия).
Круговая трасса длиной 1 км была проложена по территории Итальянского форума. Финиш находился на Олимпийском стадионе.
Действующей чемпионкой Европы в ходьбе на 20 км являлась Андигони Дризмбиоти из Греции.
Лидер мирового сезона Эльвира Чепарёва не участвовала в чемпионате в связи с отстранением сборной России от международных стартов из-за вторжения российских войск на Украину.

## Призёры
| Золото                      | Серебро                    | Бронза                     |
| Антонелла Пальмизано Италия | Валентина Траплетти Италия | Людмила Оляновская Украина |

## Рекорды
До начала соревнований действующими были следующие рекорды.
| Мировой рекорд                   | Ян Цзяюй Китай          | 1:23:49 | Хуаншань (Китай)  | 20 марта 2021   |
| Рекорд Европы                    | Вера Соколова Россия    | 1:25:08 | Сочи (Россия)     | 26 февраля 2011 |
| Рекорд чемпионатов Европы        | Мария Перес Испания     | 1:26:36 | Берлин (Германия) | 11 августа 2018 |
| Лучший результат сезона в мире   | Эльвира Чепарёва Россия | 1:24:31 | Сочи (Россия)     | 27 февраля 2024 |
| Лучший результат сезона в Европе | Эльвира Чепарёва Россия | 1:24:31 | Сочи (Россия)     | 27 февраля 2024 |

## Отбор на чемпионат Европы
Отборочный норматив — 1:31:40. Для участия в чемпионате Европы спортсменки должны были выполнить его в период с 27 ноября 2022 года по 26 мая 2024 года. Плановое количество участников, установленное Европейской легкоатлетической ассоциацией в этом виде — 35. В случае, если к концу квалификационного периода норматив показало меньшее число спортсменок, European Athletics добирала их до нужного значения на основании рейтинга сезона.
Каждая страна имела возможность выставить на старт не более 3 легкоатлеток. Специальное приглашение (wild card) вне национальной квоты получила Андигони Дризмбиоти (Греция) — как действующая чемпионка Европы.

## Расписание
| Дата        | Время | Раунд соревнований |
| ----------- | ----- | ------------------ |
| 7 июня 2024 | 18:35 | Финал              |

Время местное (UTC+2:00)

## Результаты
Обозначения: WR — Мировой рекорд | ER — Рекорд Европы | CR — Рекорд чемпионатов Европы | NR — Национальный рекорд | WL — Лучший результат сезона в мире | EL — Лучший результат сезона в Европе | PB — Личный рекорд | SB — Лучший результат в сезоне | DNS — Не стартовала | DNF — Не финишировала | DQ — Дисквалифицирована

Старт заходу был дан 7 июня 2024 года в 18:35. На дистанцию отправились 35 спортсменок из 14 стран. Соревнования прошли в жаркую (+29 градусов) и солнечную погоду.
Олимпийская чемпионка 2021 года Антонелла Пальмизано оказалась недосягаемой для остальных участниц. На 12-м километре итальянская легкоатлетка оторвалась от основной группы; поддержать её ускорение не решился никто из соперниц. Группа преследователей из 5 человек распалась на 19-м км: Валентина Траплетти переместилась на второе место, имея 5 секунд преимущества над Лаурой Гарсией-Каро. В свою очередь, испанка опережала Людмилу Оляновскую из Украины на 8 секунд. На заключительном километре итальянки сохранили за собой первые две позиции. Гарсия-Каро финишировала по стадиону с флагом, отмечая приближающуюся бронзу, но перед самой финишной линией её успела опередить Оляновская.
38-летняя Валентина Траплетти установила личный рекорд (1:28:37) и впервые в карьере стала призёром главных международных стартов в личном первенстве. Ранее в апреле 2024 года она также отличилась на командном чемпионате мира по ходьбе, где своим выступлением на последнем этапе принесла золото в эстафете их дуэту с Франческо Фортунато.
| Место | Спортсменка          | Страна     | Результат | Примечания   |
| ----- | -------------------- | ---------- | --------- | ------------ |
| 1     | Антонелла Пальмизано | Италия     | 1:28:08   |              |
| 2     | Валентина Траплетти  | Италия     | 1:28:37   | PB           |
| 3     | Людмила Оляновская   | Украина    | 1:28:48   | SB           |
| 4     | Лаура Гарсия-Каро    | Испания    | 1:28:48   |              |
| 5     | Камиль Мутар         | Франция    | 1:28:55   | PB           |
| 6     | Кристина Монтесинос  | Испания    | 1:29:07   |              |
| 7     | Клеманс Беретта      | Франция    | 1:29:37   |              |
| 8     | Полин Сте            | Франция    | 1:29:54   |              |
| 9     | Ракель Гонсалес      | Испания    | 1:30:05   |              |
| 10    | Елена Собчук         | Украина    | 1:31:47   | SB           |
| 11    | Элишка Мартинкова    | Чехия      | 1:31:58   |              |
| 12    | Ольга Хоецкая        | Польша     | 1:32:34   |              |
| 13    | Мария Сахарук        | Украина    | 1:32:39   |              |
| 14    | Рита Речей           | Венгрия    | 1:32:54   |              |
| 15    | Элеонора Джорджи     | Италия     | 1:33:29   |              |
| 16    | Андигони Дризмбиоти  | Греция     | 1:33:38   | SB           |
| 17    | Витория Оливейра     | Португалия | 1:33:39   |              |
| 18    | Саския Файге         | Германия   | 1:33:57   | SB           |
| 19    | Панайота Цинопулу    | Греция     | 1:34:12   |              |
| 20    | Мария Чакова         | Словакия   | 1:34:32   |              |
| 21    | Гана Бурзалова       | Словакия   | 1:34:43   |              |
| 22    | Кириаки Филтисаку    | Греция     | 1:34:45   |              |
| 23    | Каролина Кошта       | Португалия | 1:37:01   |              |
| 24    | Аустея Каваляускайте | Литва      | 1:37:14   |              |
| 25    | Инеш Мендеш          | Португалия | 1:37:23   |              |
| 26    | Виктория Мадарас     | Венгрия    | 1:37:43   |              |
| 27    | Эма Гачундова        | Словакия   | 1:39:18   |              |
| 28    | Диана Лэтэрецу       | Румыния    | 1:39:22   |              |
| 29    | Бригита Вирбалите    | Литва      | 1:40:14   |              |
| 30    | Тициана Шпиллер      | Венгрия    | 1:43:55   |              |
| 31    | Моника Вайцюкевичюте | Литва      | 1:52:02   |              |
| 32 !  | Мерьем Бекмез        | Турция     | DNF       |              |
| 33 !  | Кристина Пападопулу  | Греция     | DQ        | TR54.7.5 [a] |
| 33 !  | Катажина Здзебло     | Польша     | DQ        | TR54.7.5 [a] |
| 33 !  | Айше Текдаль         | Турция     | DQ        | TR54.7.5 [a] |

a  Дисквалификация в соответствии с правилом 54.7.5 «Четыре предупреждения за технику ходьбы»